# 瓦巴沙縣
瓦巴沙縣（英語：Wabasha County）是美国明尼蘇達州東南部的一個縣，東隔密西西比河與威斯康辛州相望，面積1,424平方公里。根據2020年美國人口普查，共有人口21,387人。縣治瓦巴沙。該縣成立於1849年10月27日，是該州最早成立的九個縣之一；縣名以蘇族三位同名的酋長命名（三人屬祖孫關係）。